# Премонт (Техас)
Премонт (англ. Premont) — місто (англ. city) в США, в окрузі Джим-Веллс штату Техас. Населення — 2455 осіб (2020).

## Географія
Премонт розташований за координатами 27°21′31″ пн. ш. 98°7′28″ зх. д. / 27.35861° пн. ш. 98.12444° зх. д. (27.358606, -98.124418).  За даними Бюро перепису населення США в 2010 році місто мало площу 4,43 км², уся площа — суходіл.

## Демографія
Згідно з переписом 2010 року, у місті мешкали 2653 особи в 926 домогосподарствах у складі 668 родин. Густота населення становила 599 осіб/км².  Було 1076 помешкань (243/км²).
Расовий склад населення:
| - 90,0 % — білих - 0,6 % — корінних американців - 0,5 % — чорних або афроамериканців - 7,9 % — осіб інших рас |

До двох чи більше рас належало 1,1 %. Частка іспаномовних становила 84,5 % від усіх жителів.
За віковим діапазоном населення розподілялося таким чином: 27,8 % — особи молодші 18 років, 55,0 % — особи у віці 18—64 років, 17,2 % — особи у віці 65 років та старші. Медіана віку мешканця становила 37,3 року. На 100 осіб жіночої статі у місті припадало 103,0 чоловіків;  на 100 жінок у віці від 18 років та старших — 99,8 чоловіків також старших 18 років.
Середній дохід на одне домашнє господарство  становив 42 539 доларів США (медіана — 31 100), а середній дохід на одну сім'ю — 49 871 долар (медіана — 36 580). За межею бідності перебувало 23,9 % осіб, у тому числі 42,1 % дітей у віці до 18 років та 21,6 % осіб у віці 65 років та старших.
Цивільне працевлаштоване населення становило 927 осіб. Основні галузі зайнятості: сільське господарство, лісництво, риболовля — 27,8 %, освіта, охорона здоров'я та соціальна допомога — 21,6 %, мистецтво, розваги та відпочинок — 11,4 %, публічна адміністрація — 9,5 %.